# Rudolf Bommer (Politiker)
Rudolf Bommer (* 14. April 1884 in Marburg an der Drau; † 15. Jänner 1953 in Braunau am Inn, Oberösterreich) war ein österreichischer Angestellter und Politiker.
Bommer erlernte das Tischlerhandwerk und arbeitete längere Zeit in der Schweiz. Er nahm am Ersten Weltkrieg teil, wurde zweimal verwundet und erhielt sechs Kriegsauszeichnungen. Nach dem Tod seiner ersten Frau kam er nach Altheim und wurde Werkmeister in einer Möbelfirma. 1934 heiratete er erneut. Zwischen 1934 und 1938 war er Landtagsabgeordneter in der Sparte „Gewerbe“, von 1936 und 1938 versah er auch die Stelle eines Amtsstellenleiters der Arbeiterkammer. Nachdem er von 1938 bis 1944 in Linz seine Arbeit gefunden hatte, ging er wieder zurück nach Altheim, wo er 1945 in die Gemeindevertretung gewählt wurde. Daneben war er noch Geschäftsführer des Österreichischen Roten Kreuzes und des Schwarzen Kreuzes.